# (3511) Tsvetaeva
(3511) Tsvetaeva est un astéroïde de la ceinture principale.

## Description
(3511) Tsvetaeva est un astéroïde de la ceinture principale. Il fut découvert le 14 octobre 1982 à Naoutchnyï par Lioudmila Jouravliova et Lioudmila Karatchkina. Il présente une orbite caractérisée par un demi-grand axe de 2,75 UA, une excentricité de 0,20 et une inclinaison de 8,7° par rapport à l'écliptique.

## Compléments